# De humani corporis fabrica
De humani corporis fabrica libri septem (À propos de la fabrique du corps humain en sept livres) est un traité d'anatomie humaine que l'on doit au médecin et anatomiste brabançon Andreas Vesalius (André Vésale). Il a été rédigé de 1539 à 1542, publié à Bâle en 1543, par Johannes Oporinus et réédité en 1555.
Considéré « comme l'un des plus beaux livres du monde », c'est l'ouvrage fondateur de l'anatomie moderne, et qui participe aussi à de nouvelles représentations de l'homme et du vivant.

## Contexte
Le savoir anatomique de l'Antiquité est porté à la connaissance de l'Occident médiéval par des traductions et commentaires, de l'arabe en latin, à partir du XIIe siècle. À partir de ces textes, les premières dissections anatomiques humaines sont réalisées par Mondino de Luizzi (vers 1316). Il s'agit cependant d'une pratique formelle, destinée à appuyer les textes classiques, dans le cadre de la scolastique médiévale.
Au XVIe siècle, le savoir anatomique est renouvelé par l'humanisme de la Renaissance, et le retour aux sources antiques originales dont les textes grecs de Galien. Vésale constate des erreurs dans les descriptions de Galien, mais il comprend aussi qu’elles s’appliquent au singe ou à d'autres animaux et non à l’homme. Vésale est le premier à entreprendre une révision systématique de l'anatomie de Galien, en procédant à des dissections animales comparatives pour mieux comprendre les erreurs de son prédécesseur.
Après une première initiation aux textes classiques et aux langues anciennes à l'Université de Louvain, Vésale entame ses études médicales à la faculté de médecine de Paris en 1533. Il se montre vite déçu de l’enseignement de ses maîtres galénistes, qui se contentent de longues paraphrases des auteurs anciens, et de l’incompétence des barbiers chargés des dissections. Remarqué pour son expertise, il en réalise sous la conduite de Gonthier d’Andernach, démontrant que, contrairement à Galien, la mandibule humaine n'est constituée que d'un seul os, le maxillaire inférieur. Il illustre son enseignement par des dessins, esquisses de ses futures du Tabulae anatomicae sex, ce qui constitue une innovation pédagogique. Après un retour à Louvain, il se rend à Venise, où il rencontre son futur collaborateur Johann Stephan von Calcar, et enseigne à l'Université de Padoue
Vésale rédige la première version de son œuvre maître à Padoue et à Bologne, de 1537 à 1542. Âgé de 28 ans, il choisit de la publier  à Bâle chez Jean Oporin (imprimeur, universitaire et professeur de grec).
En automne 1543, Vésale quitte l'université de Padoue et entre au service de l'empereur, mais attaqué par de nombreux galénistes, dont Jacobus Sylvius, l'un de ses anciens maîtres à Paris, il abandonne ses recherches et brûle ses manuscrits et livres.

## Présentation
« On éprouve un plaisir tout particulier, et même une grande émotion, à ouvrir le De humani corporis fabrica, l'un des plus beaux livres du monde » (Jackie Pigeaud, Médecine et médecins padouans).

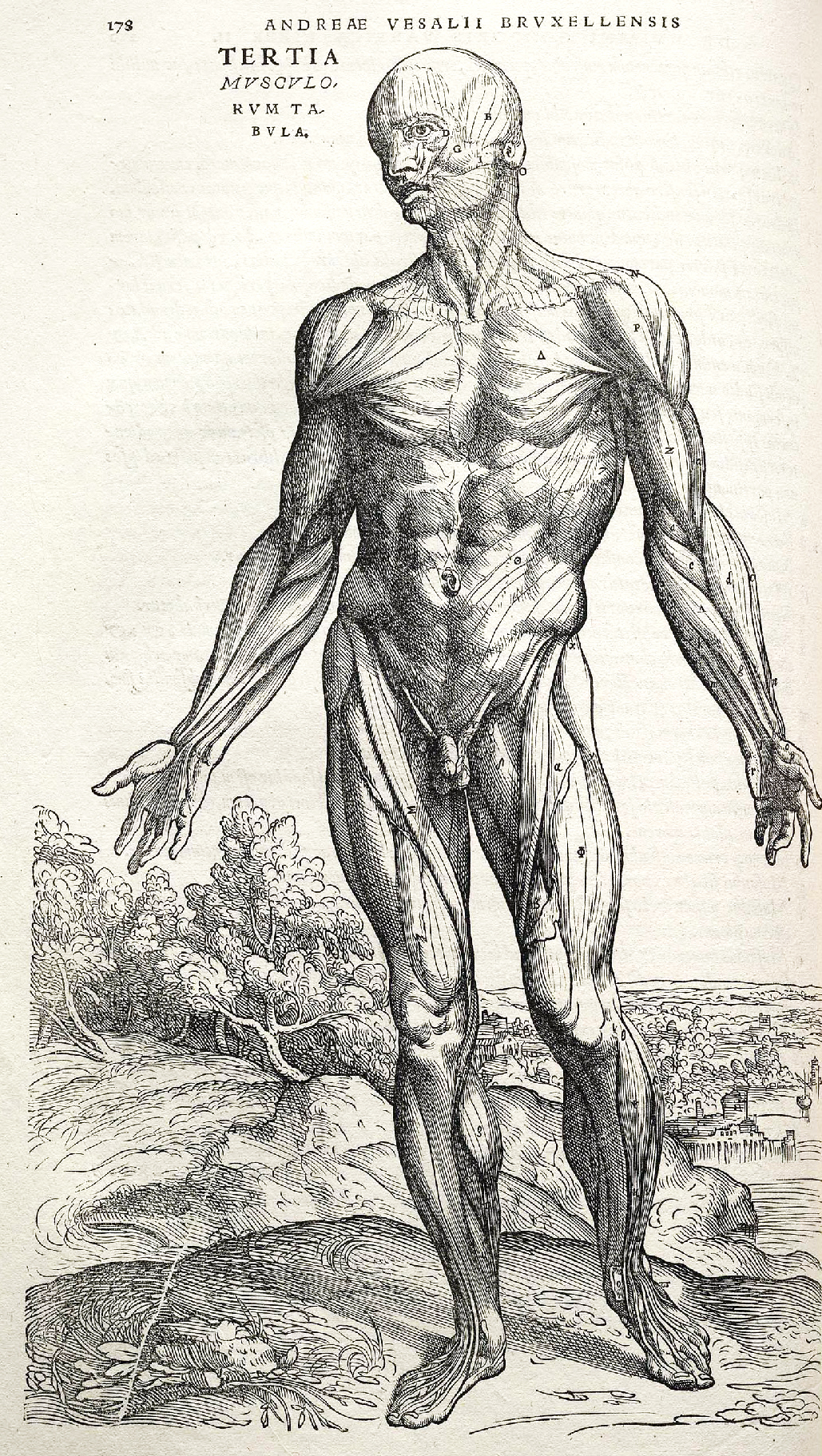
La Fabrica devient célèbre par la grande qualité de ses illustrations

Dans sa première édition (1543), l'ouvrage se présente au format in folio 16 x 11 (en pouces) en 659 pages numérotées. La page de titre porte une gravure sur bois, représentant une scène de dissection publique avec, en frontispice, le portrait de l'auteur. Le texte, en latin, utilise une fonte de caractères de type romain. Cette première édition comporte des erreurs typographiques et des incohérences dans la numérotation des pages.
L'une des particularités de De humani corporis fabrica est sa richesse d'illustration, d'une grande qualité graphique. Il contient en tout 277 planches gravées sur bois, accompagnées de leur commentaire, soit en pleine page, soit de moindre dimension, dont une série de 25 planches hors-texte, hautes de 34 cm, représentant chacune un écorché prenant une pose devant un paysage en arrière-plan.
Ces paysages forment un panorama continu, qui se révèle lorsqu'on réunit les planches 1, 2, 6, 5, 4 et 3. Ce panorama a été identifié comme étant celui des monts Euganéens, près de Padoue.

### Titre: le sens du termefabrica
Il a été traduit en anglais et en français par le même mot « structure », mais qui ne rend pas compte de la richesse du terme latin. Selon Jackie Pigeaud, Vésale utilise le terme fabrica au sens de Cicéron, dans De natura deorum (livre II). Dans la configuration (figuris) des êtres vivants, Cicéron admire la fabrica des parties et des membres : « Tout ce qui est renfermé dans l'intérieur du corps, est né et placé de telle sorte que rien de cela ne soit en trop ; il n'est rien qui ne soit nécessaire à la vie ».
Vésale aurait choisi le latin fabrica de Cicéron qui rend parfaitement compte du grec kataskeuè de Galien, désignant à la fois une fabrication et son résultat. Le corps humain est le résultat d'une fabrication, celle de la Nature qui agit avec une volonté et des intentions. Pour Vésale, le corps humain est l'œuvre d'un sage artisan habile et talentueux. Cet artisan peut s'appeler Deus, Creator ou Natura.

### Page de titre: la scène de dissection
La scène de la page de titre a fait l'objet de discussions entre spécialistes pour en saisir la signification et identifier les nombreux personnages représentés. Au centre se trouve un cadavre féminin de grande taille, avec l'abdomen grand ouvert jusqu'au bas ventre. Celui qui dirige la dissection, à gauche du cadavre, avec ses instruments posés sur la table, est Vésale lui-même. Il désigne du doigt l'utérus mis à jour. Vésale aurait voulu célébrer la nouveauté de son entreprise, par rapport à Galien, qui n'aurait pas disséqué d'utérus humain.
Selon Jackie Pigeaud, il faut voir aussi le squelette qui domine la scène, et dont la lance (plus exactement la haste – en vieux français, la broche à rôtir –), si on la prolonge, rejoint l'index de Vésale. Le squelette de la mort indique lui-même que ce lieu de la femme est celui de la génération et de la vie. La génération est le subterfuge qui permet à l'humanité d'échapper sans cesse à la mort.
Vésale aurait tiré cette idée de Galien dans de l'utilité des parties du corps humain : la nature aurait voulu créer son œuvre immortelle, mais la matière ne le permettant pas, la nature a adopté la génération « chez tous les animaux et chez l'homme, pour qu'aucune race ne périsse, pour que chaque race au contraire, reste intacte et soit immortelle ».
L'illustration est ainsi centrée sur un cadavre féminin, au moment même où l'anatomiste, tournant son regard vers nous, désigne l'utérus d'une main et le squelette de l'autre. En corrigeant une erreur anatomique de Galien, Vésale reprend à son compte la pensée galénique, en célébrant la victoire de la vie sur la mort.

## Contenu
L'ouvrage est divisé en sept livres, selon l'approche anatomique de Galien. C'est la première étude complète de l'anatomie du corps humain. Sa composition est la suivante,,.
Le premier livre détaille les os et les articulations en 40 chapitres. Plusieurs erreurs de Galien sont corrigées. Par exemple le sternum humain se compose de 3 segments et non pas 7 ; la mandibule est un os unique et non pas double.
Le deuxième livre présente les muscles en 62 chapitres, avec des illustrations d'écorchés en modèles vivants intégrés dans le paysage.
Le troisième livre est consacré au système circulatoire en 15 chapitres. Il est moins précis que les précédents, car Vésale reste influencé par les idées physiologiques de Galien. Aussi ses représentations spectaculaires de l'homme-artères et de l'homme-veines sont erronées.
Le quatrième livre traite la moelle épinière et le système nerveux périphérique en 17 chapitres. Là encore, Vésale suit la classification de Galien qui ne compte que 7 paires de nerfs crâniens.
Le cinquième livre concerne les organes digestifs, abdominaux et génitaux. Ici Vésale corrige Galien qui distinguait cinq lobes du foie, cela n'existe que chez certains animaux.

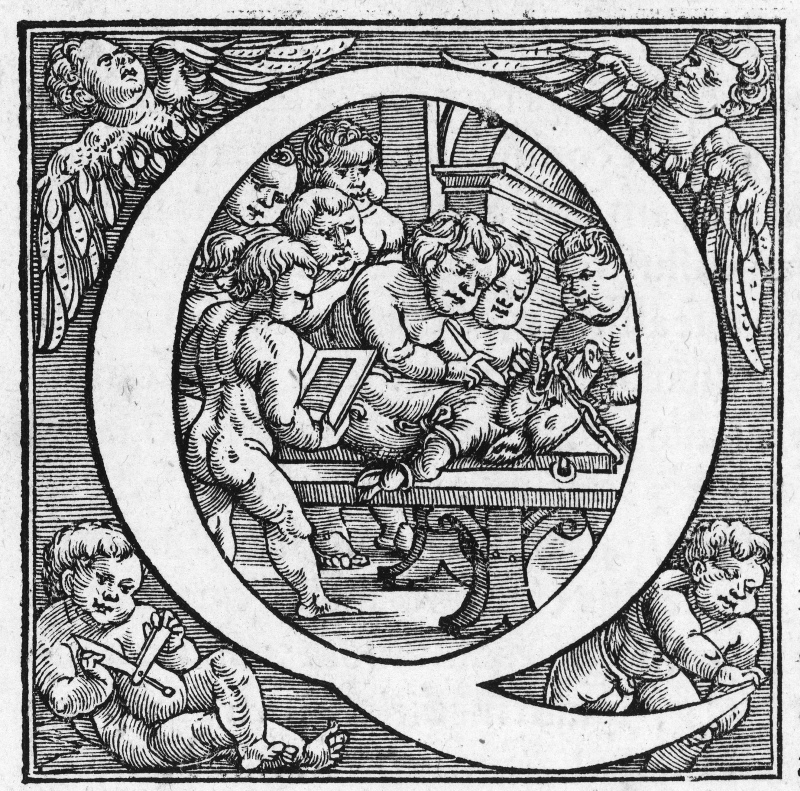
Lettrine de la fabrica décorée d'une vivisection d'un porc.

Le sixième livre étudie les organes intra-thoraciques. Il émet des doutes sur le caractère perméable de la cloison interventriculaire du cœur, mais il accepte encore l'autorité de Galien. Le déni sera plus explicite dans la deuxième édition de 1555.
Le septième livre décrit le cerveau et les organes sensoriels en 19 chapitres. Vésale corrige Galien, en confirmant la non-existence du rete mirabile chez l'homme, qui n'existe que chez certains animaux. Le dernier chapitre traite de la vivisection animale. Il inclut une illustration montrant un porc ligoté sur un panneau pour servir d'expérience. Vésale montre les mouvements autonomes du cœur, l'isochronisme entre ses battements et ceux du pouls. Mais il reste influencé par Galien, persuadé que ces mouvements sont passifs et il n'en tire aucune conclusion utile. Il pratique l'intubation trachéale chez l'animal, etc. Ce dernier chapitre est le premier texte de physiologie expérimentale de la Renaissance.
Une seconde édition, corrigée et augmentée de 165 pages, sera publiée en 1555. Le style du latin est plus soigné, et les descriptions plus claires. Sa page de titre comporte la même gravure, mais avec plusieurs modifications de détails, par exemple l'homme nu qui s'appuie en hauteur de la colonne de gauche est habillé, et le chien au premier plan à droite est accompagné d'une chèvre.

## Histoire de l'ouvrage
Vésale débute probablement sa rédaction en hiver 1539 et la termine en été 1542 (La préface est datée 1er août 1542). Les manuscrits et les bois gravés sont chargés à dos de mulet, et adressés de Venise à Bâle, à travers les Alpes, chez l'imprimeur Jean Oporin. En janvier 1543, Vésale est à Bâle pour en contrôler l'impression, terminée en juin 1543.

### Bois gravés

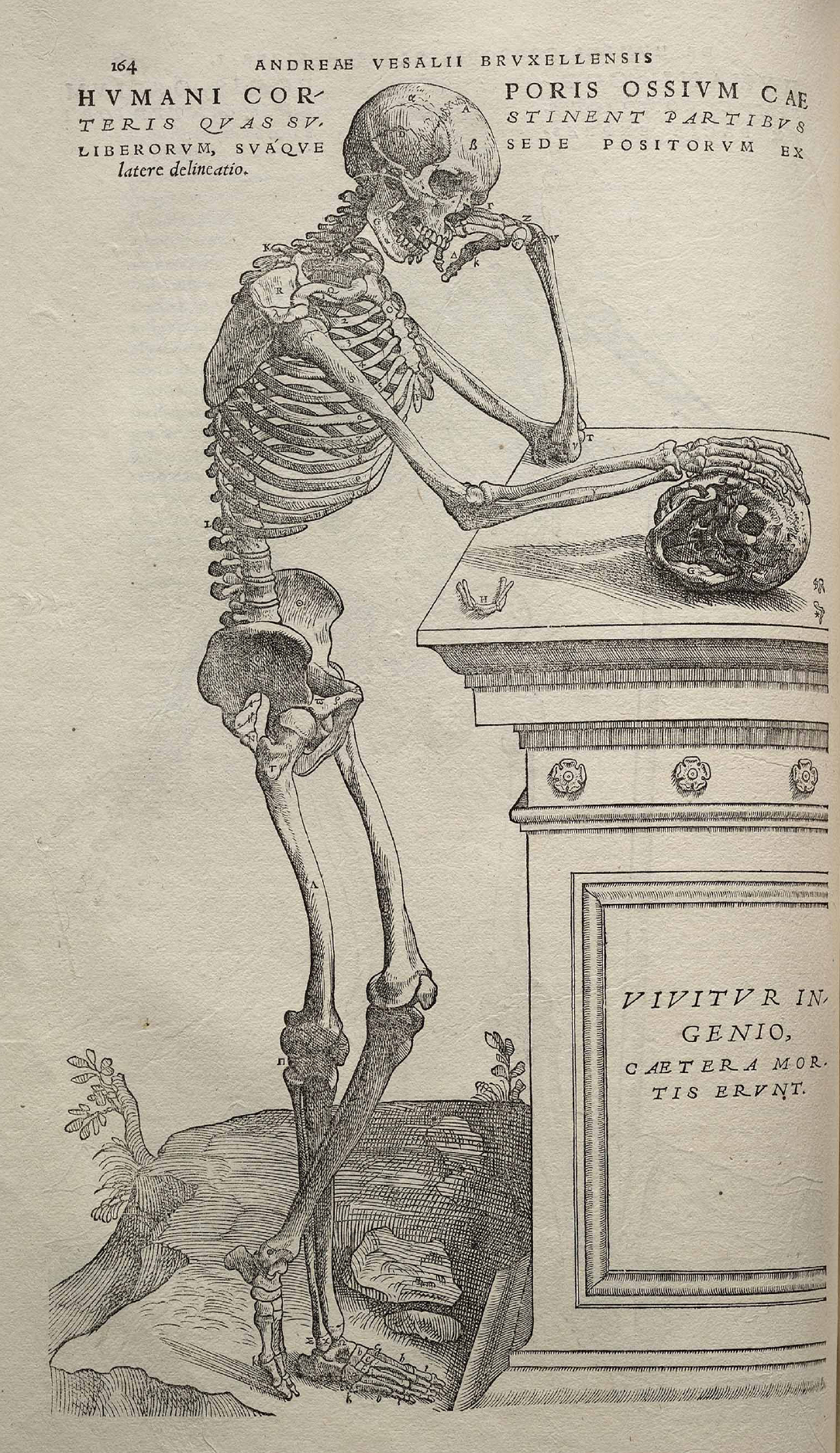
Squelette debout, accoudé et comme pensif (la Fabrica, p. 164)

Le travail des illustrations a été attribué à plusieurs artistes, dont Vésale lui-même, Jan Calcar, des élèves du Titien, voire du Titien lui-même et même Léonard de Vinci. Les données historiques les plus fiables font apparaître que c'est Jan Calcar qui est l'auteur de la plupart des illustrations.
Les gravures sur bois ont été faites à partir de bois de pommier, poirier, hêtre et érable. Le ou les graveurs sont inconnus, mais le travail est de grande qualité, soigné et minutieux, car les gravures illustrent le texte avec une grande fidélité.
Après la mort d'Oporin en 1568, les bois originaux se retrouvent en possession d'un imprimeur d'Augsbourg. Au XVIIIe siècle, un médecin bavarois les achète, et en 1826, ils sont à la bibliothèque de l'université de Munich. Oubliés, ils sont redécouverts par le bibliothécaire en 1893, pour faire l'objet d'une étude historique parue en 1895. En 1934, l'Académie de médecine de New-York, en collaboration avec l'université de Munich, publient de nouvelles illustrations à partir de ces bois originaux.
Malheureusement, après quatre siècles, ces bois furent détruits sous les bombardements de la Seconde Guerre mondiale.

### Texte et illustrations
La parution de la Fabrica a suscité de nombreuses critiques : « Quelques auteurs défendirent leur célébrité chancelante, en accusant Vésale d'ignorance, de manque de politesse, de vanité et de plagiat». En corrigeant systématiquement l'anatomie descriptive de Galien, considéré comme « indépassable », Vésale s'attire les foudres d'autorités universitaires, non seulement par le texte mais aussi par les illustrations jugées scandaleuses. Les critiques les plus acerbes sont celles de son ancien professeur de Paris, Jacques Dubois.
« Cependant toutes les censures qu'on a lancées contre lui, quoique fort vives et très aigres, n'ont fait aucune impression sur les personnes impartiales ». Au début du XVIIe siècle, la valeur de l'ouvrage est universellement reconnue, à l'exception de quelques foyers conservateurs comme l'université de Paris. Cette popularité peut se mesurer au nombre de plagiats et copies partielles qui se succèdent. Jusqu'à la fin du XVIIe siècle, tous les traités d'anatomie comportent des illustrations inspirées de la Fabrica, sinon copiées sur elle. On connait ainsi des contrefaçons, elles-mêmes imitées à leur tour : celles de Thomas Gemini (en) (Londres, 1545), Juan Valverde de Amusco (es) (Espagne, 1556), Félix Platter (Bâle, 1583).
Dans plusieurs lettres, Vésale se plaint amèrement des plagiats et des copies regravées, il y voit une destruction de son travail car la qualité des illustrations décline. Ainsi l'italien Thomas Gemini qui publie une copie à Londres (1545) à partir de gravures sur cuivre, est copié à son tour en Allemagne en 1551, puis à Amsterdam en 1601.

## Importance et signification
Il s'agit d'un des plus grands ouvrages scientifiques, livre fondateur de l'anatomie moderne, et qui inaugure aussi une nouvelle représentation moderne du monde. Curieusement, l'ouvrage parait la même année que celle du livre de Copernic, Des révolutions des sphères célestes (1543), qui propose l'héliocentrisme.

### Du savoir à la recherche
Le travail de Vésale se démarque de Galien, tout en suivant ses méthodes lorsqu'elles se révèlent encore valables. De même Vésale reste influencé par les idées physiologiques de Galien. Cependant l'ouvrage reste fondateur, en ce sens que si Vésale corrige des erreurs de Galien, l'histoire de l'anatomie se continue par la correction des erreurs de Vésale.

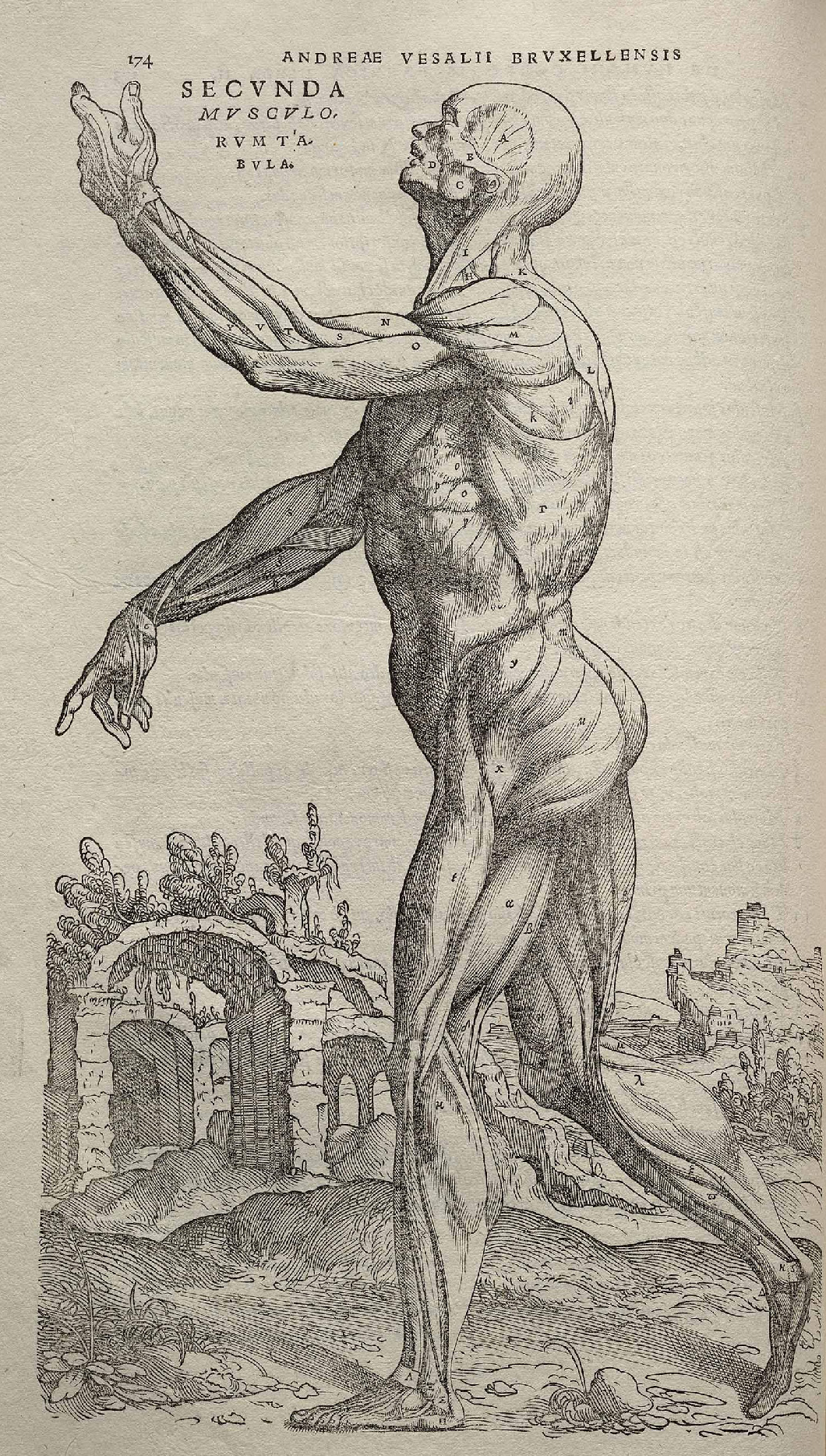
L'objet anatomique comme sujet en action dans un monde réel.

D'où un processus scientifique : les anatomistes ne sont plus liés à un texte mais à l'observation indépendante critique. L'anatomie devient discipline scientifique autonome avec son propre programme de recherche. Les anatomistes sont parmi les premiers à former une communauté de chercheurs. Avides de reconnaissance et de réputation parmi leurs pairs, ils veulent laisser leur nom à de nouvelles structures. C'est aussi le début des querelles de priorité,.

### De l'image à la beauté du réel
Le caractère « révolutionnaire » de l'ouvrage s'exprime surtout par l'illustration. On y trouve la mise en scène, devant un paysage en perspective, d'un objet anatomique qui est en même temps le sujet d'une attitude ou d'un mouvement, instaurant une force dramatique. Une telle image était déjà apparue avec Berengario da Carpi (1521), mais la technique graphique est bien supérieure, elle bénéficie de l'orientation naturaliste de la peinture italienne de l'époque.

Les planches de Vésale posent la question des rapports de la beauté et du vivant d'une nouvelle manière :
« Le médecin de Pergame – Galien – intègre la beauté à son texte, il la met au centre d'une philosophie de la nature, qui est pour lui une esthétique fondamentale. Vésale sort la beauté du texte et nous la montre : la visée de l'artiste, quel qu'il soit, sous le contrôle de Vésale, est bien de donner à voir de belles formes (...) Montrer la beauté du corps humain : il n'y a pas de différence à cet égard entre le projet de l'artiste et le projet anatomique ».
L'objectivité presque parfaite et le réalisme de la représentation font de l'image et des arts graphiques « un unique et vrai langage universel » qui fait renoncer de plus en plus aux descriptions verbales.
Classiquement, pour la plupart des historiens, la « révolution vésalienne » représente une rupture fondatrice, car ils considèrent la médecine occidentale comme essentiellement fondée sur un savoir anatomique. Pour d'autres, le vrai développement de la médecine moderne est plus complexe et bien postérieur. Selon Grmek, si le De Humani corporis fabrica est bien le début d'une période nouvelle, il apparait surtout comme l'aboutissement d'une pensée scientifique qui émerge et se cherche depuis le XIVe siècle.

## Éditions

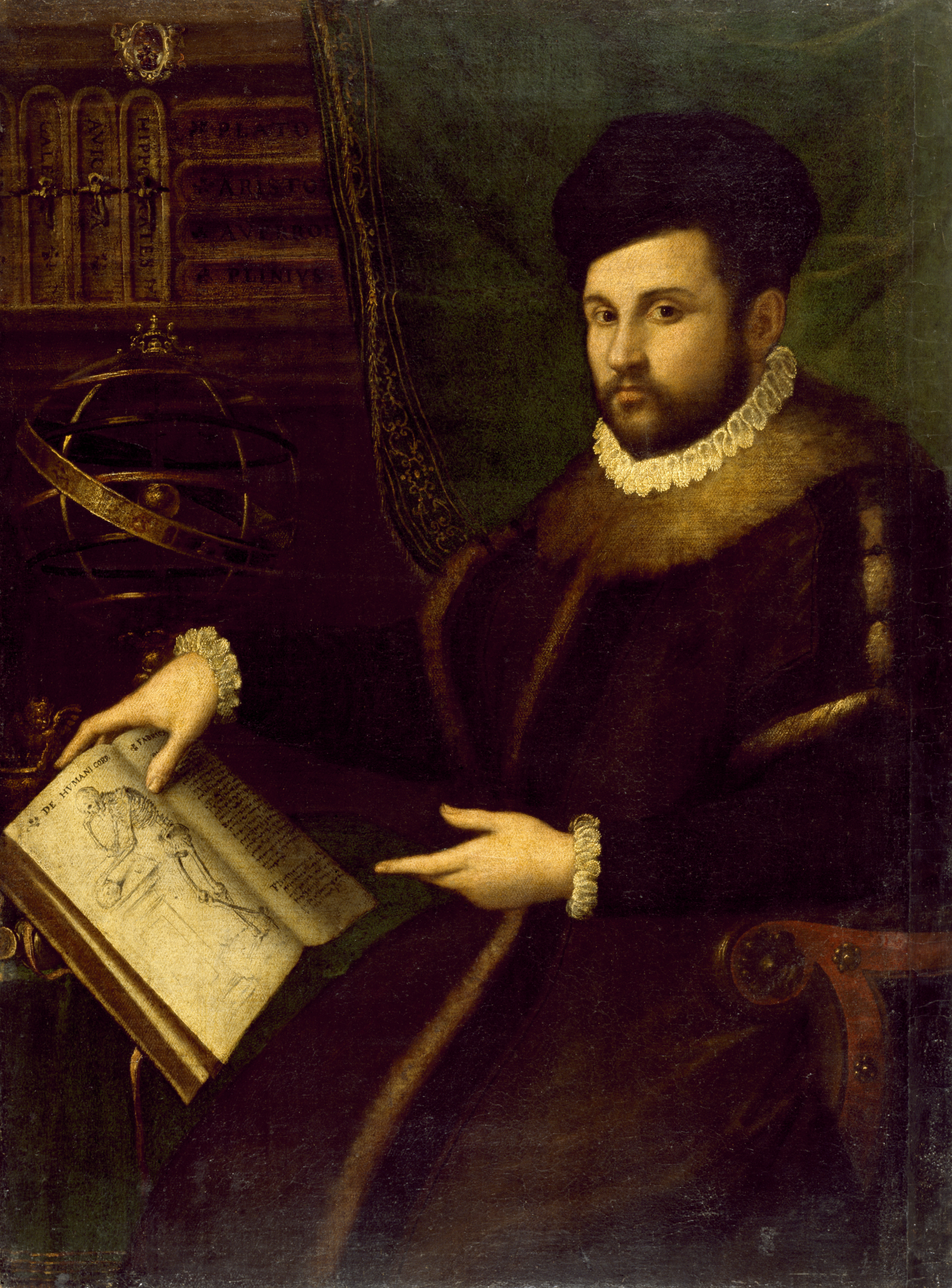
De humani corporis fabrica dans le Portrait de Girolamo Mercuriale par Lavinia Fontana, en 1588-1589.

Après les deux premières éditions (Bâle, 1543 et 1555), viennent celles de Zurich (1551 et 1573) et de Bâle 1563.
- Lyon 1552 (uniquement le texte en 2 volumes in-8).

- Sans les grandes planches : Paris 1564, Venise 1568.

- Anvers 1572, planches regravées par Christophe Plantin.
- Venise 1604, Francfort 1604 et 1632, Amsterdam 1617 et 1640.
- en allemand : Nuremberg 1551.
- en français : Paris 1569.

Selon Boerhaave, pour les meilleures planches, il faut se référer à la première édition de 1543, et pour le meilleur texte (corrigé par Vésale) à la deuxième édition de 1555.